# پزشکی داخلی

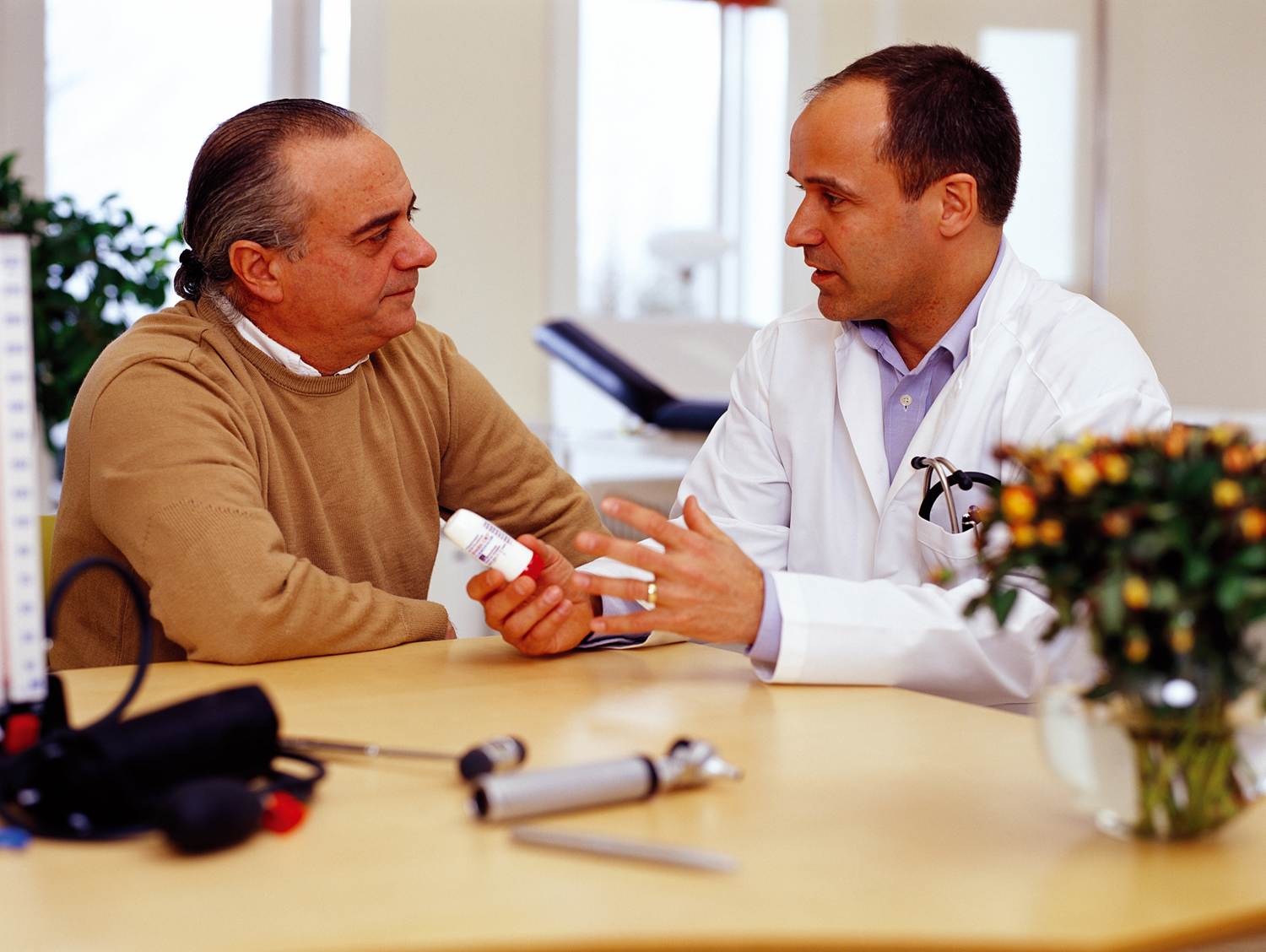
پزشک داخلی.

پزشکی داخلی (به انگلیسی: Internal medicine) یک تخصص پزشکی است که با پیشگیری، تشخیص، و درمان بیماری‌های بزرگسالان سروکار دارد. متخصصان داخلی از بیماران بستری‌شده و آمبولانسی مراقبت می‌کنند و در مطب و کلینیک به ویزیت بیماران می پردازند و می‌توانند نقشی محوری در آموزش و پژوهش ایفا کنند.

## تاریخچه
آموزش تخصصی پزشکی داخلی به عنوان یکی از قدیمی‌ترین رشته‌های تخصصی، بیش از یک قرن است که در دنیا راه اندازی شده‌است. در ابتدا یک متخصص داخلی طوری تربیت می‌شد که بتواند با استفاده از تواناییهای خود مراقبت‌های لازم را برای تمامی بیماری‌های داخلی انجام دهد؛ ولی با پیشرفت بشر در زمینه‌های مختلف پزشکی و همینطور پیشرفت فن‌آوری و تجهیزات پزشکی، بعضی تخصص‌ها نظیر بیماری‌های مغز و اعصاب، عفونی و قلب و عروق از آن منتزع شد. طول دوره آموزشی در بیشتر مراکز آموزشی جهان سه سال است. برنامه آموزشی این رشته مشتمل بر آموزش‌های بر بالین (در بخش‌های بستری و درمانگاه‌ها) و آموزش در گروه‌های کوچک مانند جلسات کنفرانس، گزارش‌های صبحگاهی و عصرگاهی، کنفرانس‌های مرگ و میر و مراقبت از بیماران و آموزش‌های اخلاق حرفه‌ای، روش‌های مطالعه و جستجوی مطالب، روش‌های پژوهش و ارائه نتایج آن در قالب پایان‌نامه، درمان بر مبنای شواهد و غیره استوار است. در سال‌های اخیر در بیشتر دانشگاه‌های دنیا، بازنگری عمده‌ای در اهداف آموزشی و روش‌های سنجش مهارت‌های دستیاران به عمل آمده‌است. بورد داخلی کشور آمریکا شش معیار اصلی برای سنجش کفایت دستیاران تعریف کرده‌است که شامل: مراقبت از بیمار، دانش پزشکی، پیشرفت و یادگیری بر مبنای کار عملی، مهارت‌های ارتباطی، رعایت اصول حرفه‌ای پزشکی و آشنایی و توانایی کار در سیستم بهداشتی درمانی می‌باشد. سالانه برنامه‌های آموزشی متنوعی برای اساتید این رشته به منظور ارتقای سطح آموزش و یادگیری دستیاران اجرا می‌شود.

## در ایران
رشته تخصصی بیماریهای داخلی یکی از قدیمی‌ترین رشته‌های تخصصی موجود در ایران می‌باشد. این تخصص در کشور بعد از سال ۱۳۳۰ آغاز به کار نموده‌است. به مرور زمان رشته‌های تخصصی بیماری‌های مغز و اعصاب، بیماری‌های عفونی و گرمسیری و قلب و عروق از این تخصص جدا شدند. طول دوره این رشته ۴ سال است.

## فوق‌تخصص‌ها
بر اساس تقسیم‌بندی انجمن پزشکی داخلی آمریکا فوق‌تخصص‌های پزشکی داخلی شامل موارد زیر می‌باشند:
- قلب‌شناسی (Cardiology)، مرتبط با اختلالات قلب و عروق
- درون‌ریزشناسی (Endocrinology)، مرتبط با اختلالات دستگاه درون‌ریز و ترشحات ویژهٔ آن که هورمون خوانده می‌شود
- گوارش‌شناسی (Gastroenterology)، مرتبط با بیماری‌های گوارشی
- خون‌شناسی (Hematology)، مرتبط با خون، اندامگان سازندهٔ خون، و بیماری‌های خونی
- بیماری عفونی (Infectious disease)، مرتبط با بیماری‌های ناشی از عامل زیستی همچون ویروس، باکتری، یا انگل
- سرطان‌شناسی (Oncology)، مرتبط با درمان سرطان از طریق شیمی‌درمانی
- کلیه‌شناسی (Nephrology)، مرتبط با مطالعهٔ عملکرد و بیماری‌های کلیه
- کبدشناسی (Hepatology)، مرتبط با مطالعهٔ عملکرد و بیماری‌های کبد
- شش‌شناسی (Pulmonology)، مرتبط با بیماری‌های شش (ریه) و دستگاه تنفسی
- روماتولوژی (Rheumatology)، مرتبط با تشخیص و درمان بیماری‌های روماتیسمی
- پزشکی نوجوانان (Adolescent medicine)
- الکتروفیزیولوژی قلبی (Cardiac electrophysiology)
- پزشکی مراقبت‌های ویژه (Critical care medicine)
- پیرپزشکی (Geriatrics)
- قلب‌شناسی مداخله‌ای (تهاجمی) (Interventional cardiology)
- پزشکی بیمارستان (Hospital medicine)
- پزشکی خواب (Sleep medicine)
- پزشکی ورزشی (Sports medicine)

متخصصان داخلی همچنین می‌توانند در «آلرژی» و «ایمنی‌شناسی» نیز فوق تخصص بگیرند.